# منحدر نهاية العالم (سريلانكا)

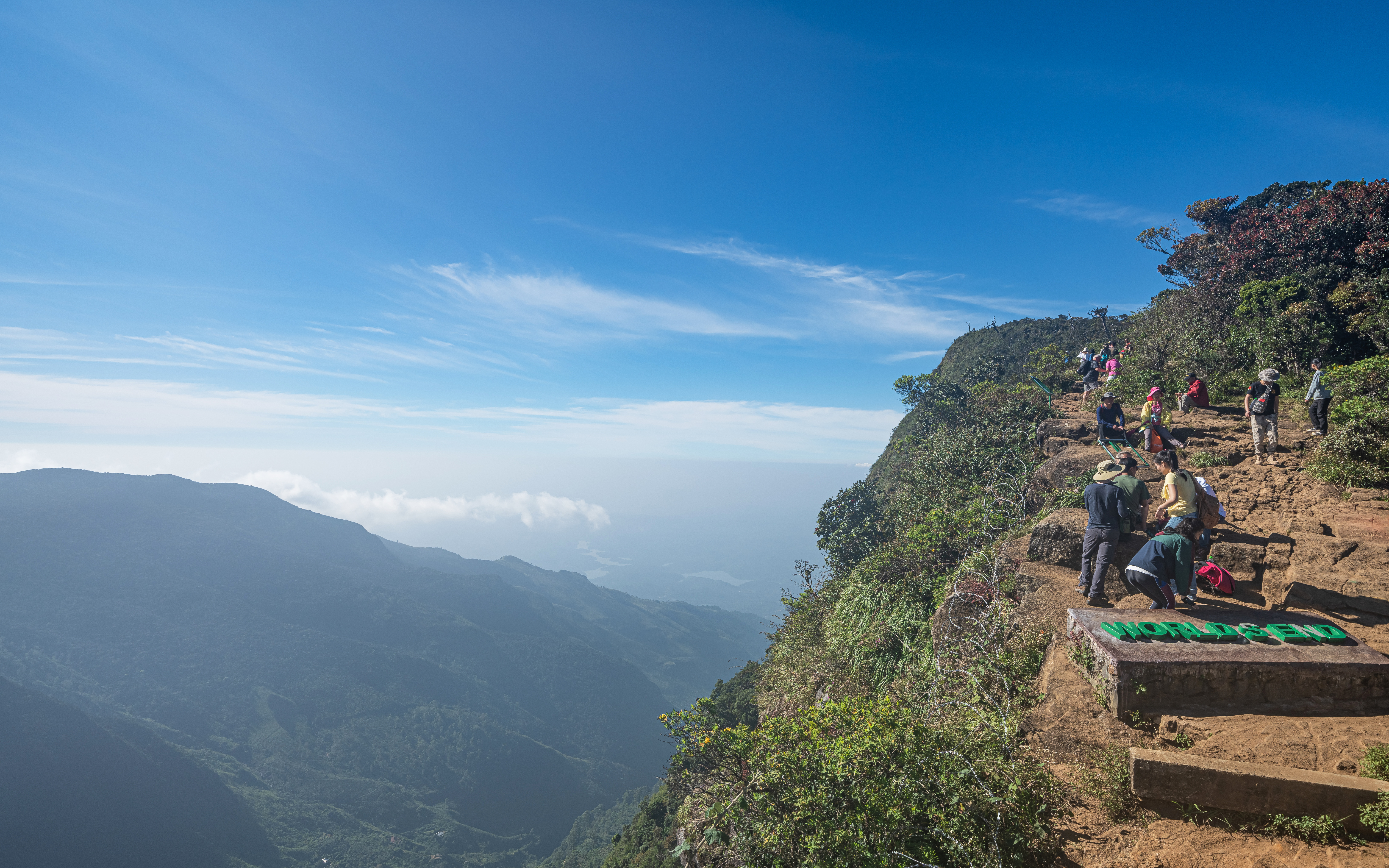
نهاية العالم بعلامتها

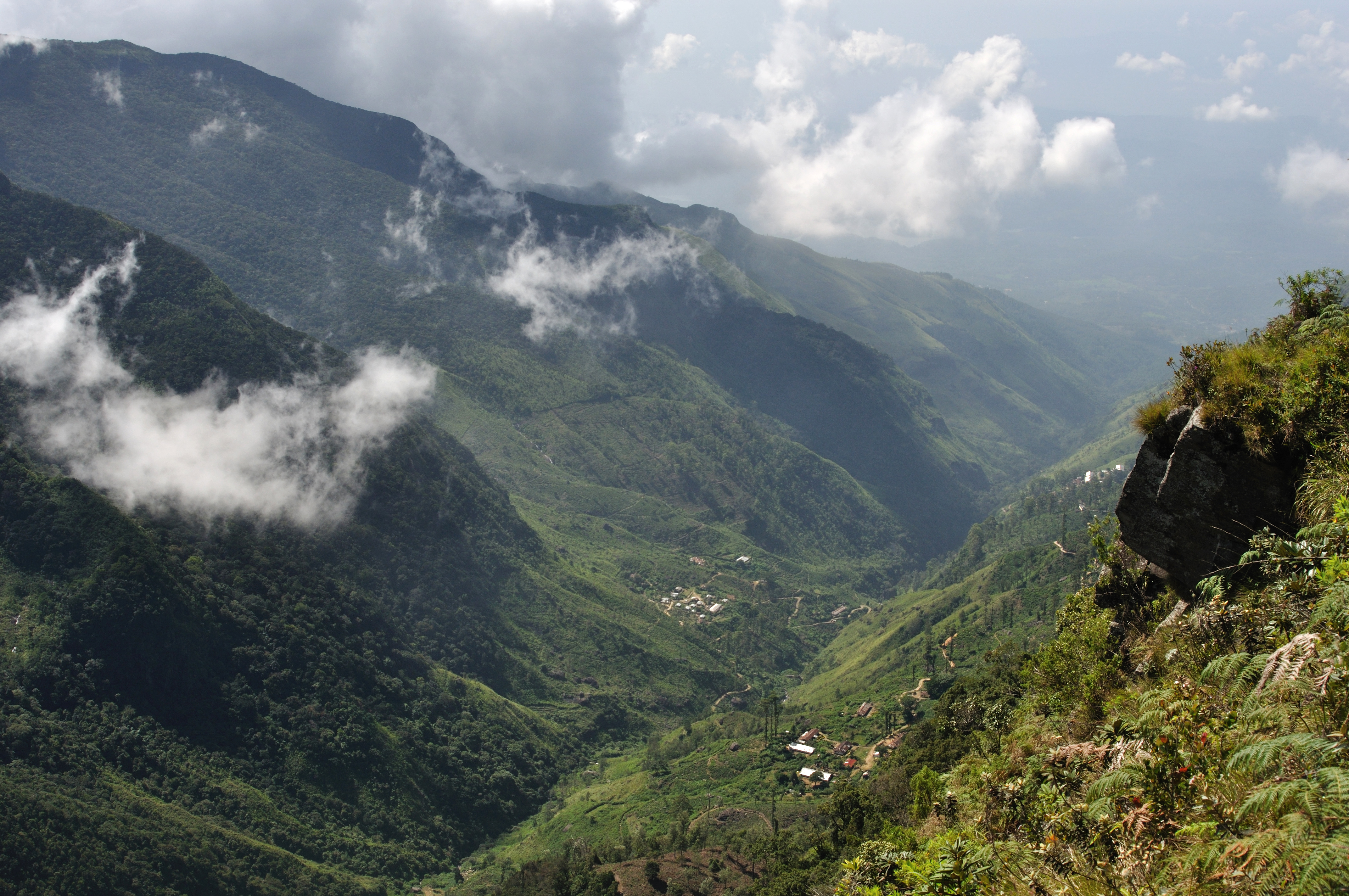
منظر من نهاية العالم، يطل على الحدود بين المقاطعات الوسطى وساباراغاموا

يقع منحدر نهاية العالم World's End داخل حديقة هورتون بلينز الوطنية في منطقة نوارا إليا، سريلانكا . إنه جرف شديد الانحدار يبلغ ارتفاعه حوالي 4,000 قدم (1,200 م) .  إنها واحدة من أكثر أجزاء المتنزه زيارة، وموقع جذب سياحي رئيسي في منطقة نوارا إليا والبلد ككل.  
على بعد كيلومترات من الجرف الرئيسي يوجد جرف أصغر يبلغ 1,000 قدم (300 م) drop، المعروف بالعامية باسم Mini World's End.  المحيط الهندي، 81 كم إلى الجنوب، يمكن ملاحظتها في الأيام الصافية. 

## معرض الصور

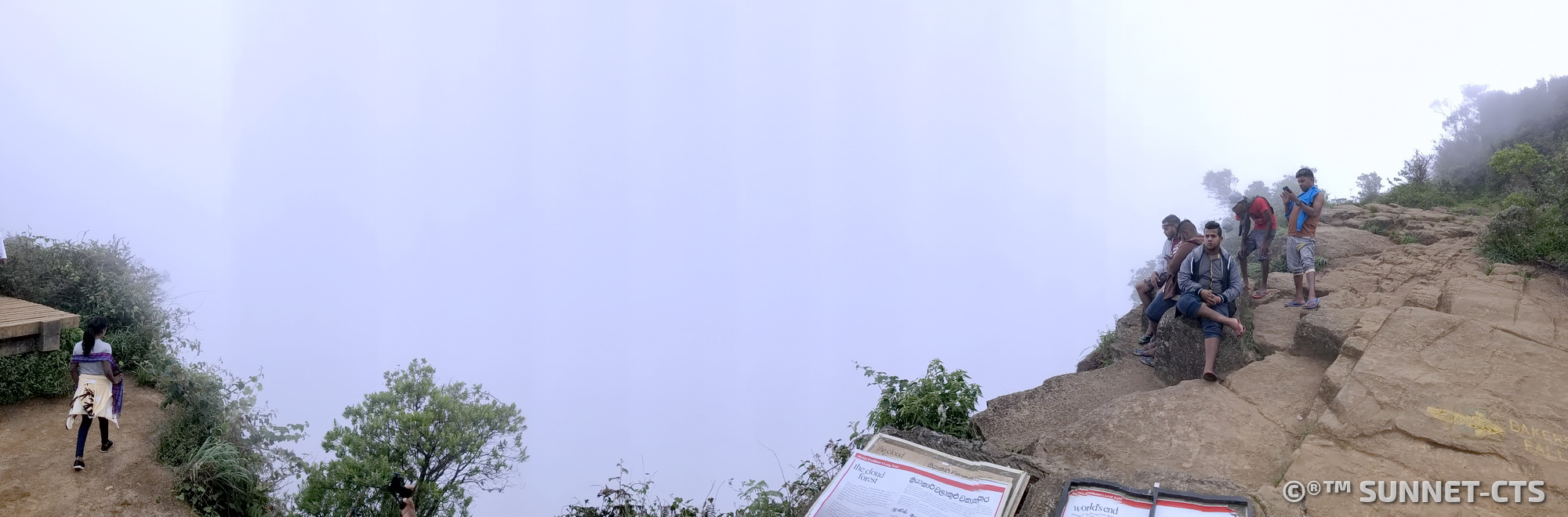
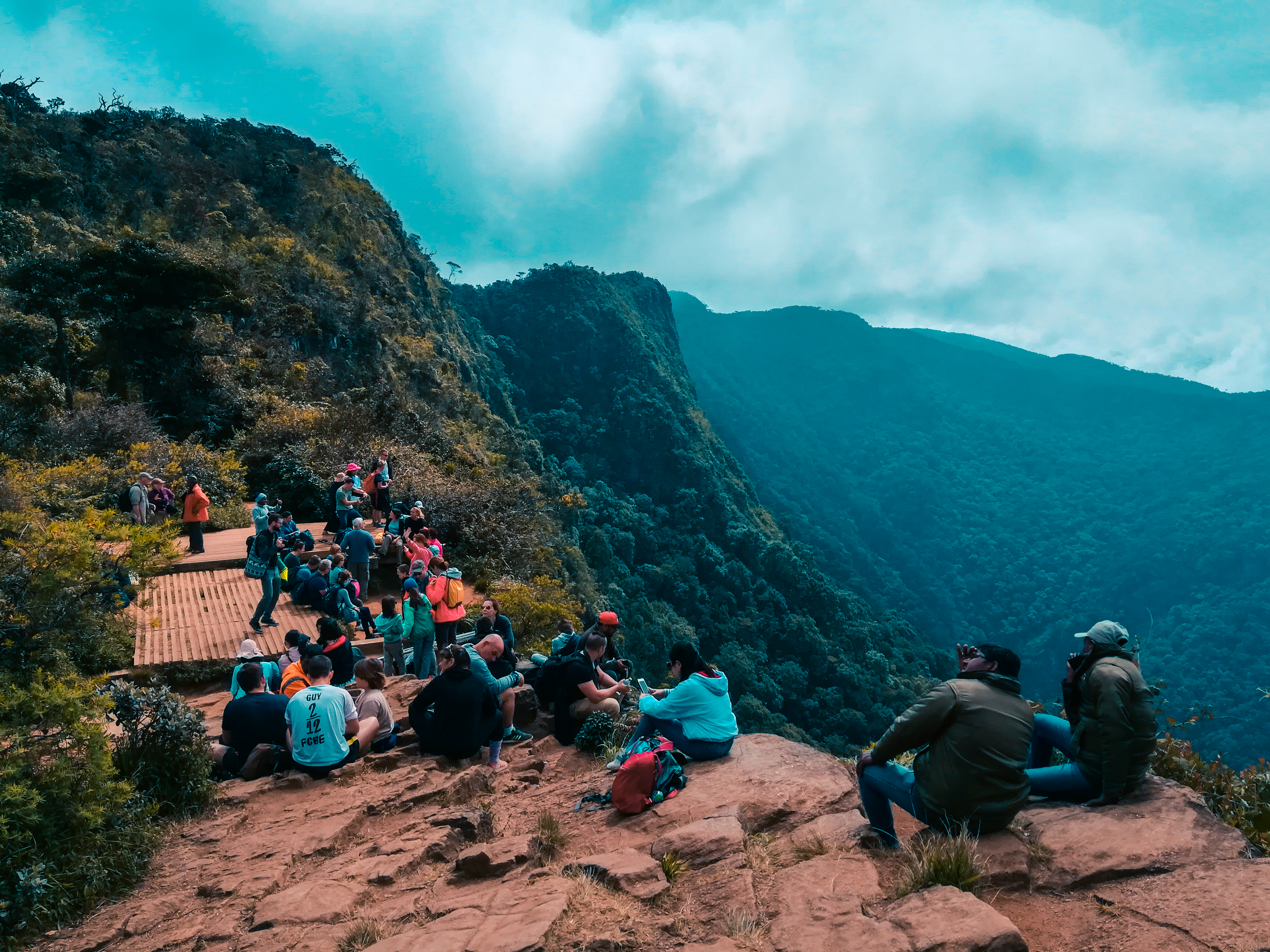
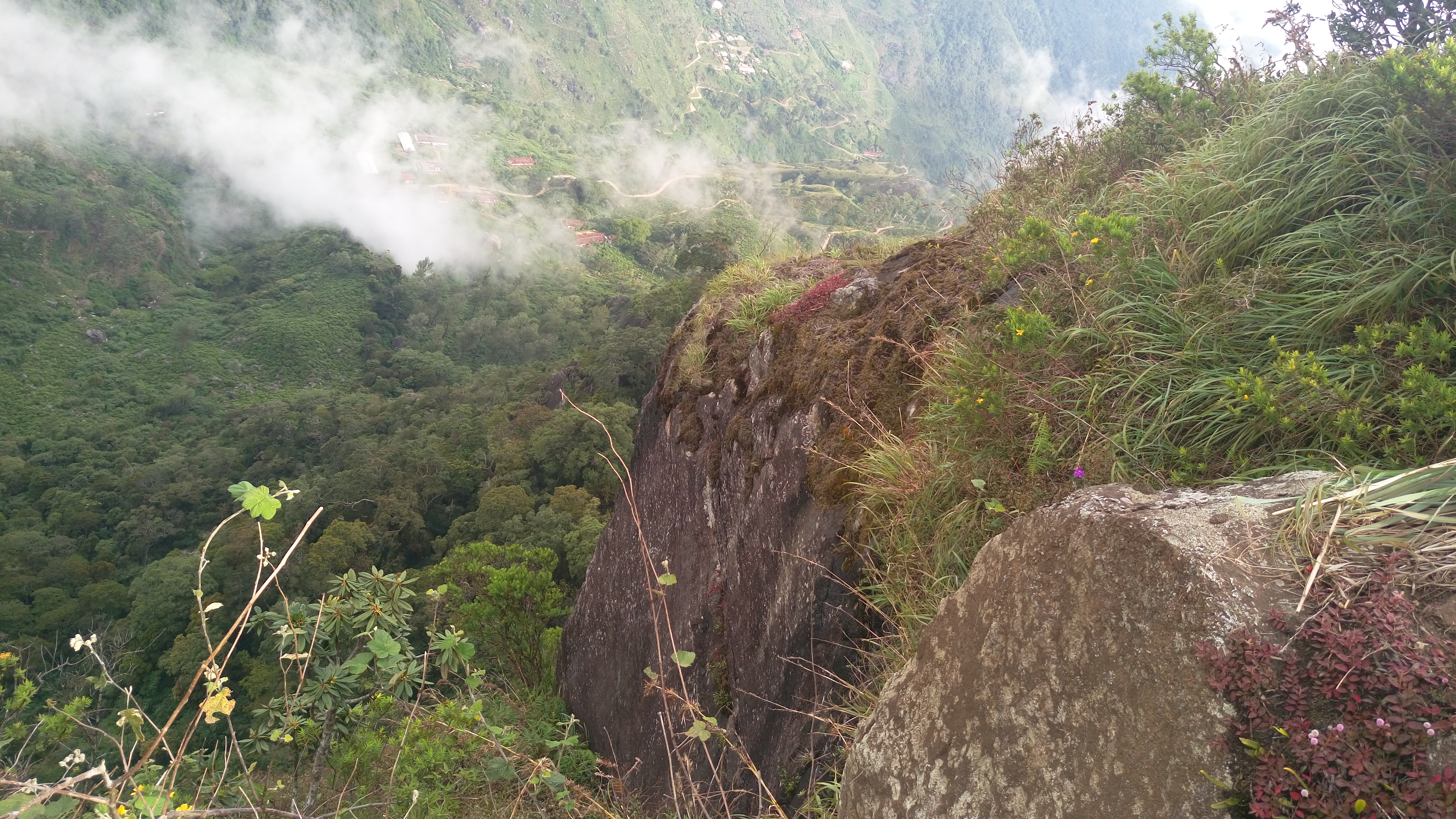
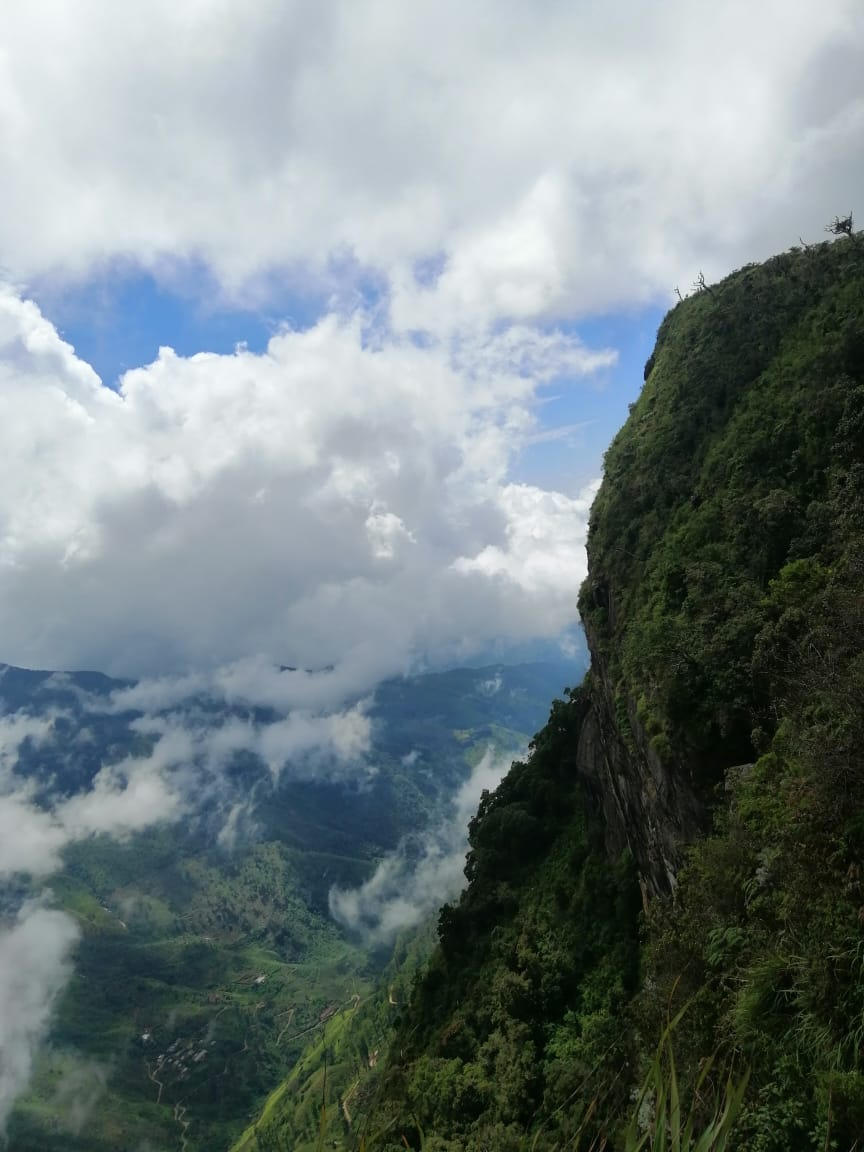
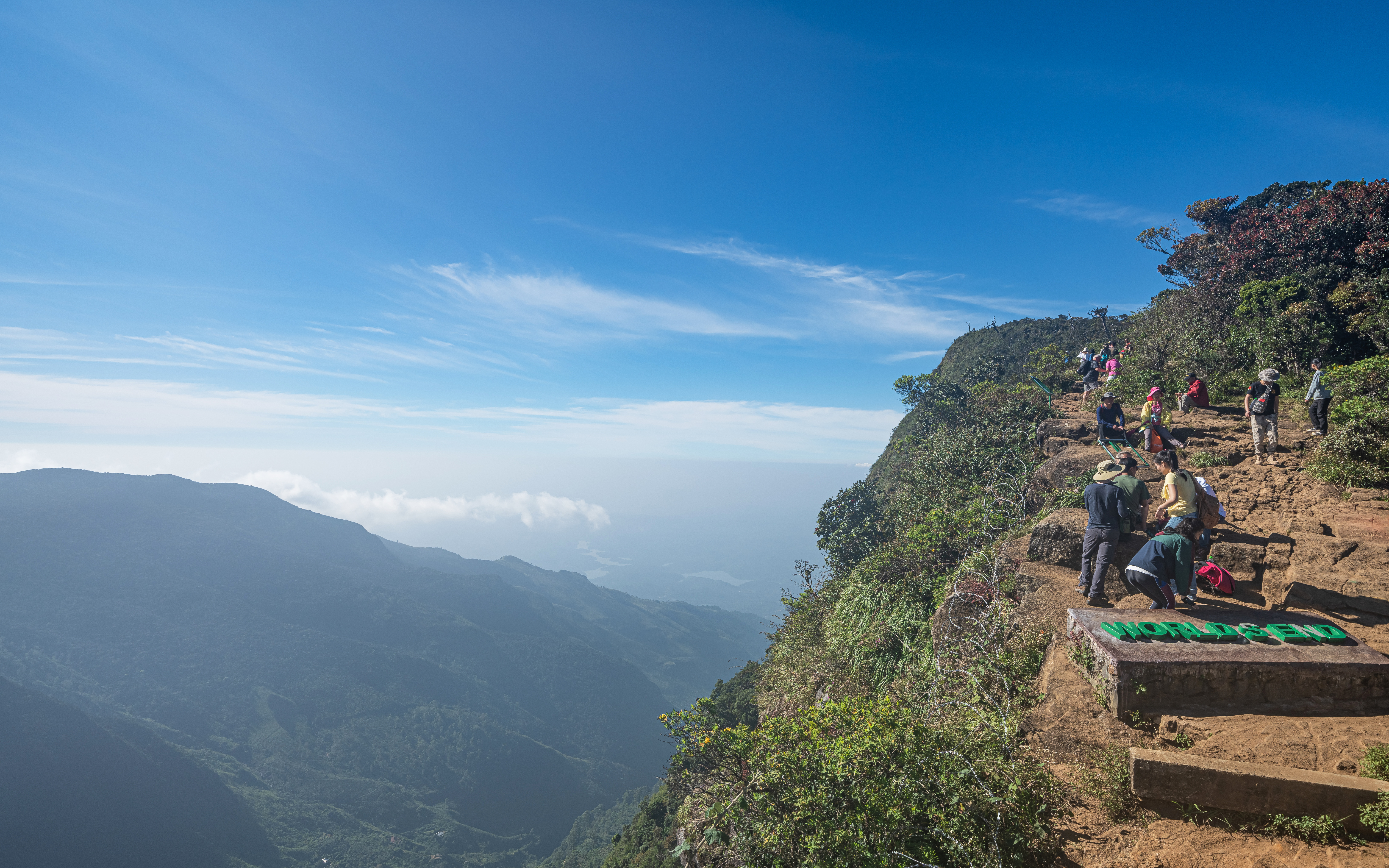
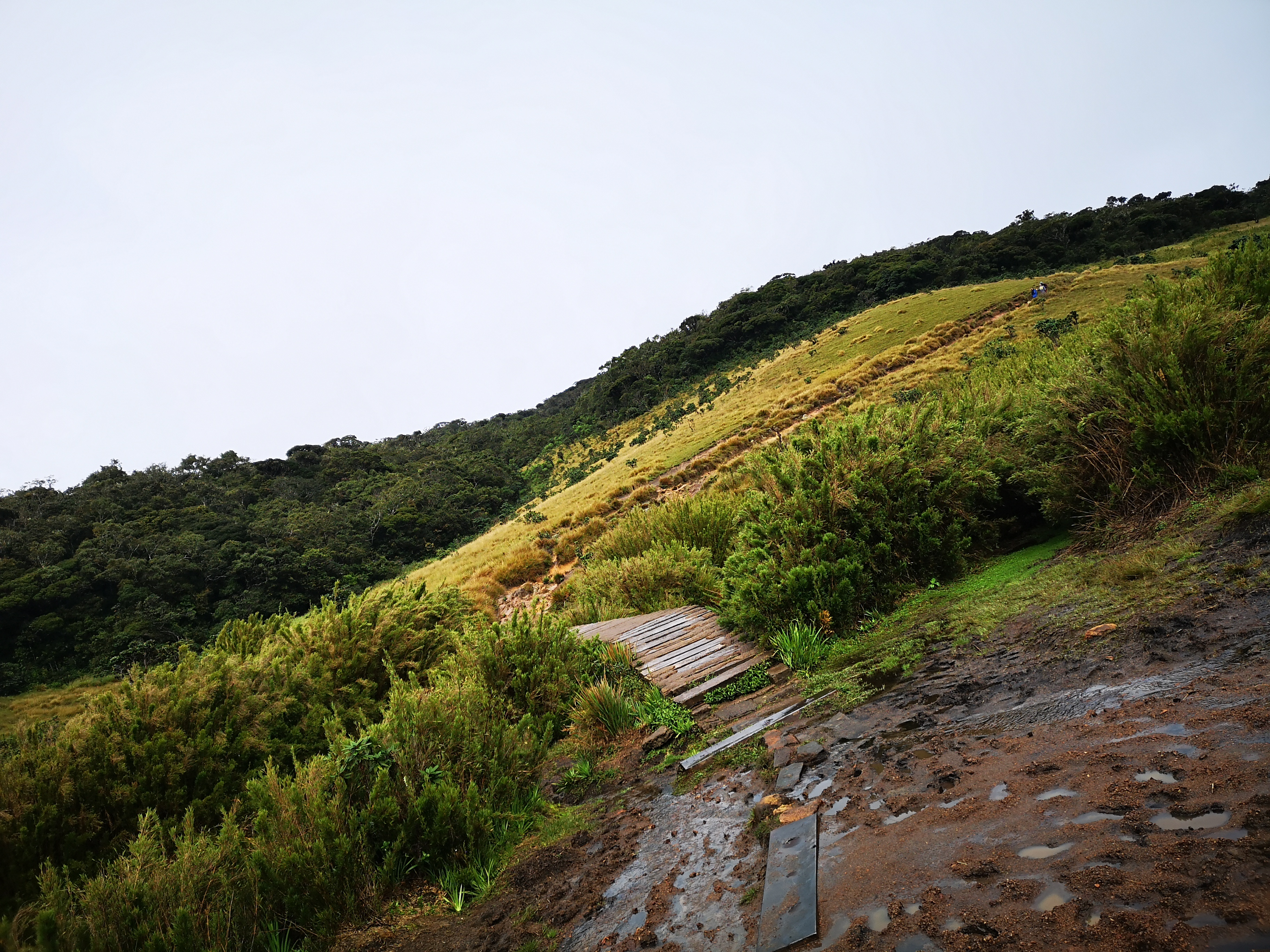
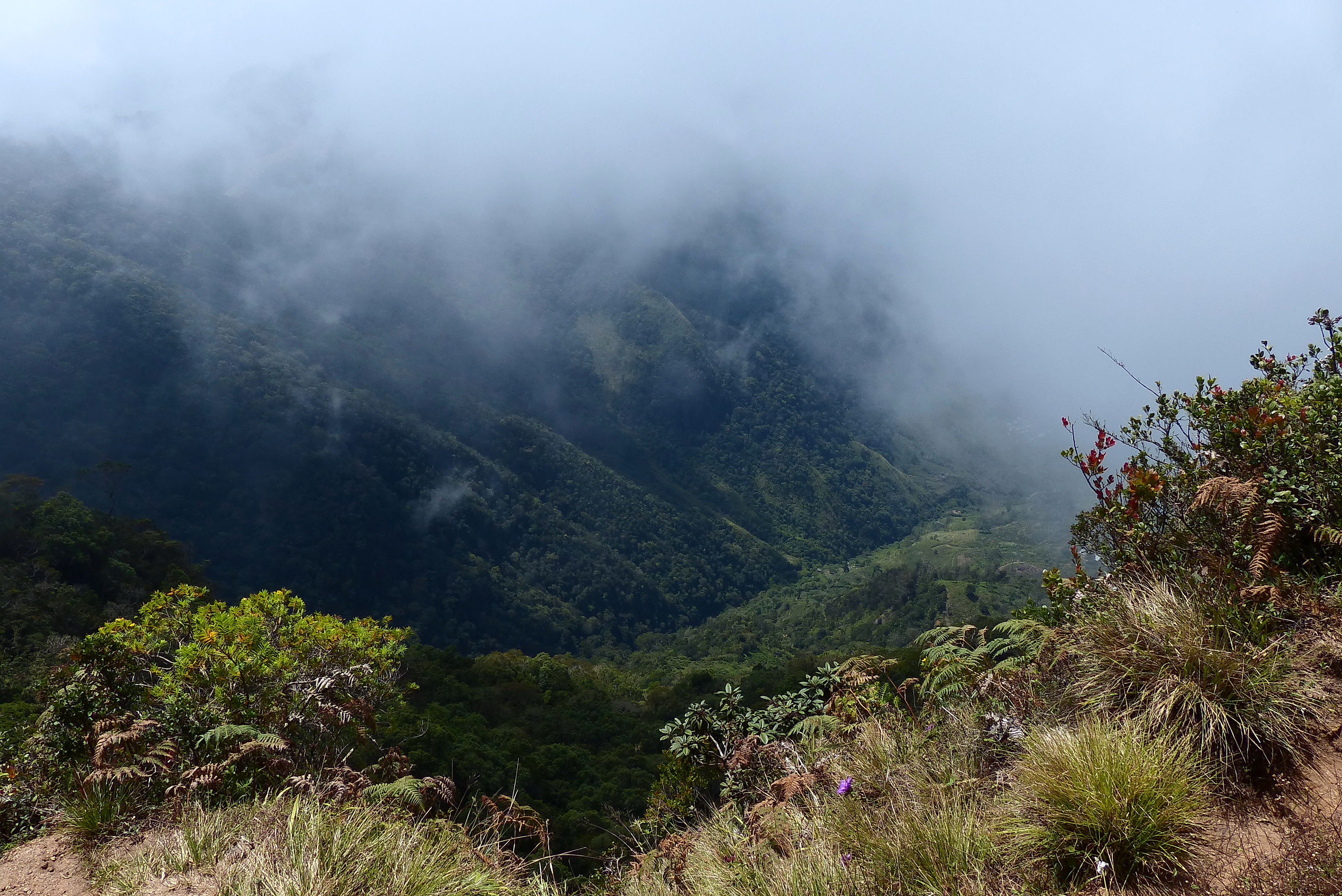

## روابط خارجية
- رحلة الى نهاية العالم